# Institut interrégional de recherche des Nations unies sur la criminalité et la justice
L'Institut interrégional de recherche des Nations unies sur la criminalité et la justice (UNICRI pour United Nations Interregional Crime and Justice Research Institute) est une organisation dépendant des Nations unies créée en 1968 par le Conseil économique et social des Nations unies. 

## Histoire
En 1965, le Conseil économique et social des Nations unies a défini dans sa résolution 1086 B (XXXIX) les modalités d'organisation d'un programme de Défense sociale des Nations unies. En 1967, le secrétaire général U Thant a émis le bulletin ST/SGB/134, ce qui a établi l'Institut de recherche des Nations unies sur la défense sociale. Cet Institut a eu pour son mandat le développement de « nouvelles connaissances et leur application pour faire progresser les politiques et les pratiques en matière de prévention et de contrôle de la délinquance juvénile et de la criminalité adulte » par la recherche et le soutien technique. En 1968, les Nations unies et le gouvernement italien ont signé un accord pour l'établissement du siège de l'Institut de recherche des Nations unies sur la défense sociale à Rome. L'Institut a été officiellement inauguré l'année suivante par le secrétaire général des Nations unies.
Sous la résolution 1989/56 du Conseil économique et social des Nations unies, l'Institut a été rebaptisé l'Institut interrégional de recherche des Nations unies sur la criminalité et la justice (UNICRI par ses initiales en anglais) en 1989. L'adoption de son statut actuel a agrandi son mandat. UNICRI a déplacé son siège de Rome à Turin en 2000.
Depuis 2000, UNICRI a établi des bureaux de liaison à Bruxelles et Genève. Il a établi le Centre d'intelligence artificiel pour la robotique avancée à La Haye en 2017, ainsi que les Centre d'excellence pour la réduction des risques nucléaires, radiologiques, biologiques et chimiques (NRBC) à Alger, Amman, Manille, Nairobi, Rabat, Tachkent et Tbilissi en partenariat avec le Centre commun de recherche de la Commission européenne.

## Objectifs et fonctionnement
L'Institut est chargé de soutenir les gouvernements et la communauté internationale en général dans la planification stratégique, la formulation et la mise en œuvre de meilleures politiques dans les domaines de la prévention du crime, la justice pénale et de la gouvernance de la sécurité. L’Institut a pour mission de promouvoir la sécurité, la justice et la paix à l’appui de l’état de droit et du développement durable. Son objectif principal est d'aider la communauté internationale à atteindre les objectifs principaux du Programme de développement durable à l'horizon 2030, en particulier l'Objectif 16 :  Promouvoir l’avènement de sociétés pacifiques et inclusives aux fins du développement durable, assurer l’accès de tous à la justice et mettre en place, à tous les niveaux, des institutions efficaces, responsables et ouvertes à tous.
L’Institut mène des recherches et dispense des formations axées sur l’action, fournit des informations et des services consultatifs et met en œuvre des activités, à la demande des États, aux niveaux interrégional et national. Il exploite des créneaux spécifiques et œuvre dans des secteurs spécialisés de la criminalité, de la justice et de la gouvernance des questions de sécurité, apportant une valeur ajoutée à la prévention du crime, à l’avancement de la justice et à la défense des droits de l’homme. Il assure également la fonction de plate-forme de consultation et de coopération sur des questions sensibles ayant trait à la gouvernance des questions de sécurité, à la prévention du crime et à la justice pénale, faisant office d’intermédiaire intègre pour rassembler des partenaires de différents horizons: États Membres, institutions de recherche, organisations internationales et société civile, pour forger une approche concertée face aux difficultés communes. 

## Projets et programmes
Les projets et programmes d'UNICRI peuvent fournir des conseils pour la planification stratégique sur les différentes questions abordées et de promouvoir l'autosuffisance nationale et le développement des capacités institutionnelles.
Les travaux de l’UNICRI sont organisés autour de six domaines thématiques: 
- Lutte contre la menace que représente la criminalité organisée pour la sécurité et le développement;
- Systèmes de justice pénale plus efficaces et protection des groupes vulnérables;
- Défense du droit pénal international et des pratiques correspondantes;
- Échange de meilleures pratiques, renforcement des capacités de défense des droits de l’homme et amélioration de l’accès aux services;
- Gouvernance de la sécurité;
- Formation et perfectionnement: renforcement des capacités en matière de prévention du crime et de justice pénale.

Les priorités actuelles
de l'UNICRI comprennent les activités liées à la réduction des risques nucléaires, radiologiques, biologiques et chimiques (NRBC), la réforme judiciaire, la justice pour mineurs, la gouvernance de la sécurité et du contre-terrorisme, sécurité urbaine et de grands événements, le droit pénal international, la corruption et le crime organisé, le trafic d’êtres humains et la protection des victimes, la contrefaçon, la cybercriminalité, les crimes environnementaux et la toxicomanie.